# Pra (Golf von Guinea)
Der Pra ist ein Fluss in Ghana.

## Verlauf
In seinem ersten Drittel bildet er die Grenze zwischen der Ashanti Region und der Eastern Region, durchfließt dann die Central Region und mündet schließlich östlich von Sekondi-Takoradi in der Western Region in den Golf von Guinea. Zusammen mit seinen Nebenflüssen Anum, Offin und Birim bildet der Pra das zweitgrößte Entwässerungssystem in Ghana nach dem Volta mit seinen Nebenflüssen. Hauptsächlich entwässert der Pra die immerfeuchten Regenwälder der Region. Sein Einzugsgebiet wird je nach Quelle mit einer Fläche zwischen 23.200 und 22.100 km² angegeben.
Der Pra mündet bei dem Ort Shama in den Golf von Guinea und ist trotz seiner Größe nicht weit schiffbar. Auf der gesamten Strecke mit Ausnahme des Mündungsgebietes ist der Pra ein Fluss voller Stromschnellen (z. B. die Bosomasi Rapids). In Twi-Praso kreuzt er die mittlerweile stillgelegte Bahnstrecke von Accra nach Sekondi, so dass der Pra mit einer Eisenbahnbrücke überspannt werden musste. Die Mündung des Pra in Shama ist zu einem für die Stadt und die Region wichtigen Fischereihafen ausgebaut worden.

## Hydrometrie
Durchschnittliche monatliche Durchströmung des Pra gemessen an der hydrologischen Station bei Daboasi in m³/s.
- Diagrammdaten:
- Definition |
- Rohdaten |
- Hilfe

## Rohstoffe
Das Einzugsgebiet ist reich an Bodenschätzen. Die AngloGold Ashanti Mine in Obuasi ist eine der größten in Afrika. Auch bei Konongo und am Offin in Dunkwa wird Gold geschürft. Zudem werden in Akwatia im Birim Einzugsgebiet pro Jahr 2.000.000 Karat Diamanten geschürft.

## Geschichte
Im 19. Jahrhundert bildete der Pra die Grenze zwischen dem Aschanti-Reich (Aschanti-Konföderatie) und der Kronkolonie Goldküste.